# 肯尼士·阿諾德
肯尼士·艾伯特·阿諾德（1915年3月29日—1984年1月16日）是一位美國企業家與飛機駕駛員，出生於明尼蘇達州。

## 目擊事件

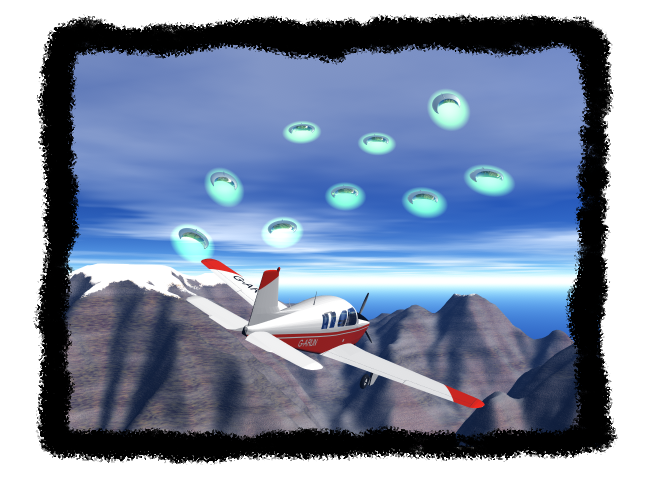
肯尼士·阿諾德目擊飛碟的想像圖

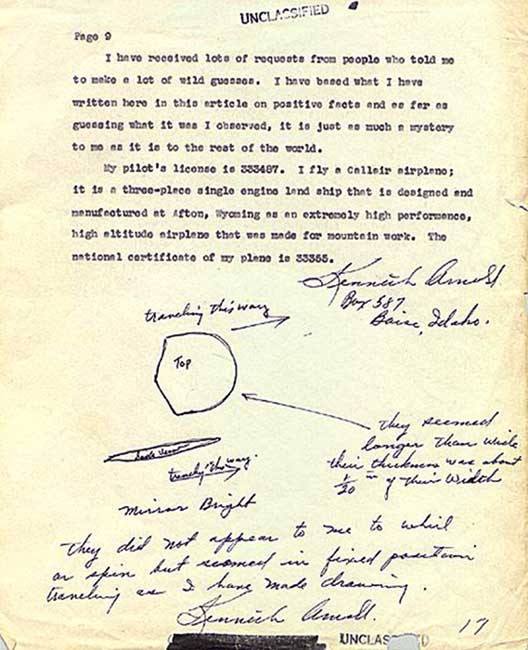
阿諾德寄給美國空軍描述UFO的信件

1947年6月24日，肯尼士·阿諾德為了尋找失事的飛機，從華盛頓州的敘阿利斯（Chehalis）駕駛CallAir A-2型飛機前往雅基馬:38。在途中，阿諾德目擊到一系列的不明飛行物體從他所駕駛的飛機左前方快速的消失在右測。在落地之後，阿諾德很快的告知朋友與機場經理這件驚人的目擊事件，並將這些未知的飛行物體形容為「飛舞的碟子」。在這之後，飛碟這個名詞於是成為UFO的代名詞之一。該起事件亦引發了全球對UFO現象的關注，世界各國陸續出現不少類似的飛碟目擊報告:6。

## 外部連結
- Out of This World: 60 Years of Flying Saucers by Nigel Watson （页面存档备份，存于）
- The most complete Arnold sighting description and analysis on the net
- Resolving Arnold part 1 （页面存档备份，存于）
- Resolving Arnold part 2 （页面存档备份，存于）
- Transcript of telephone conversation with Arnold （页面存档备份，存于） by Edward R. Murrow
- Some early newspaper articles on the Arnold sighting （页面存档备份，存于）
- 肯尼士·阿諾德在互联网电影资料库（IMDb）上的資料（英文）